# ザチュサラ島
座標: 北緯56度55分53秒 東経24度07分20秒 / 北緯56.93139度 東経24.12222度
ザチュサラ島（Zaķusala、「ウサギの島」）は、ラトビアのリガに位置する、ダウガヴァ川の中洲の島である。島にはリガラジオ&テレビタワーがある。